# Laghi del Canada

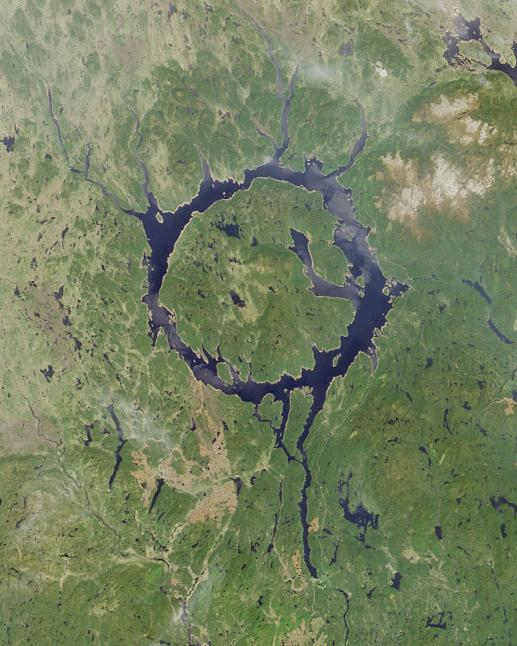
Lago Manicouagan

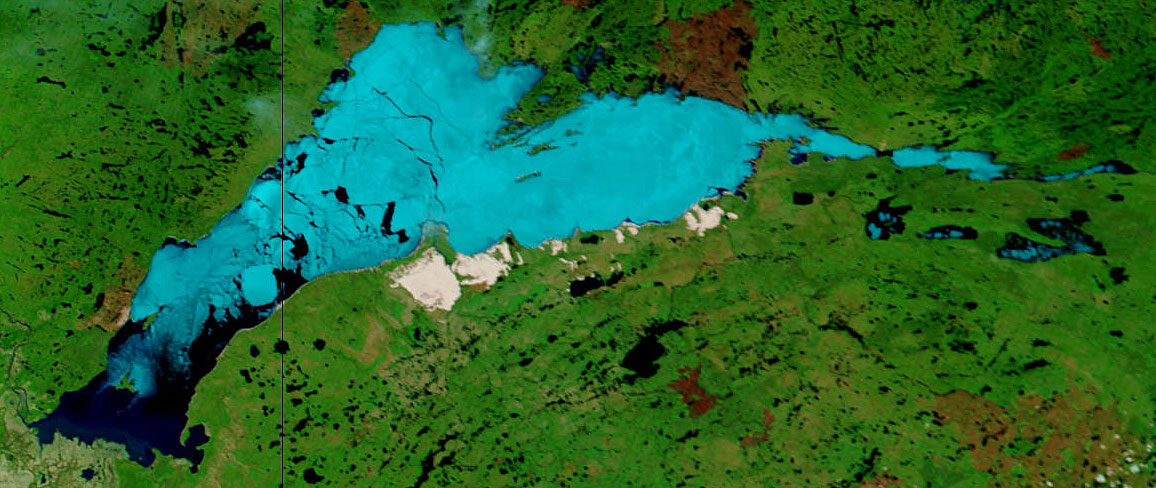
Lago Athabasca

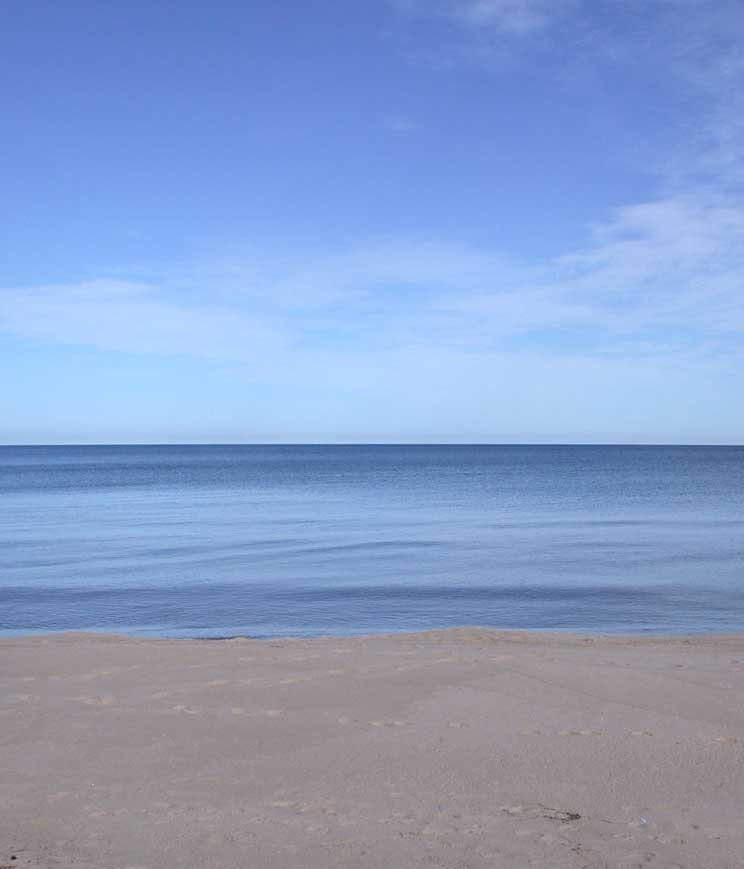
Vista del Lago Superiore

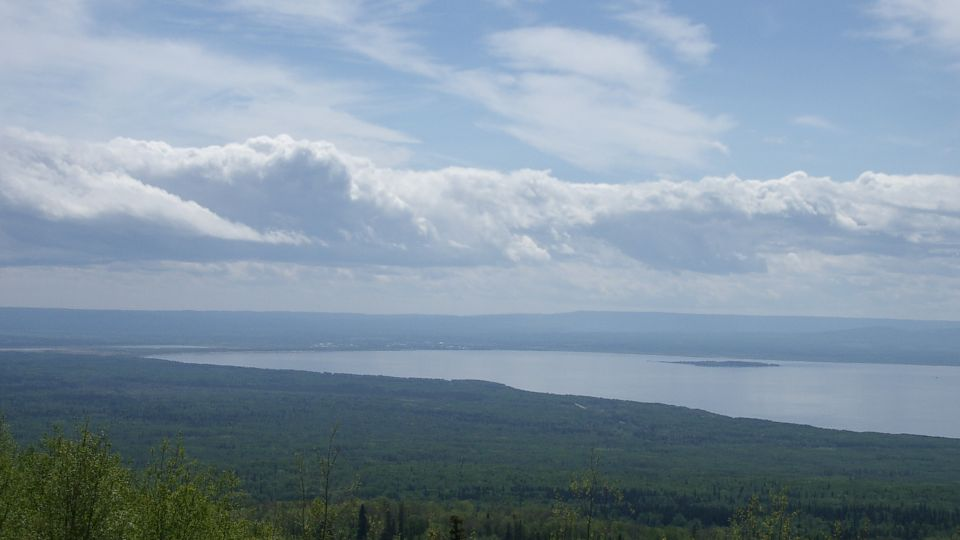
Piccolo Lago degli Schiavi

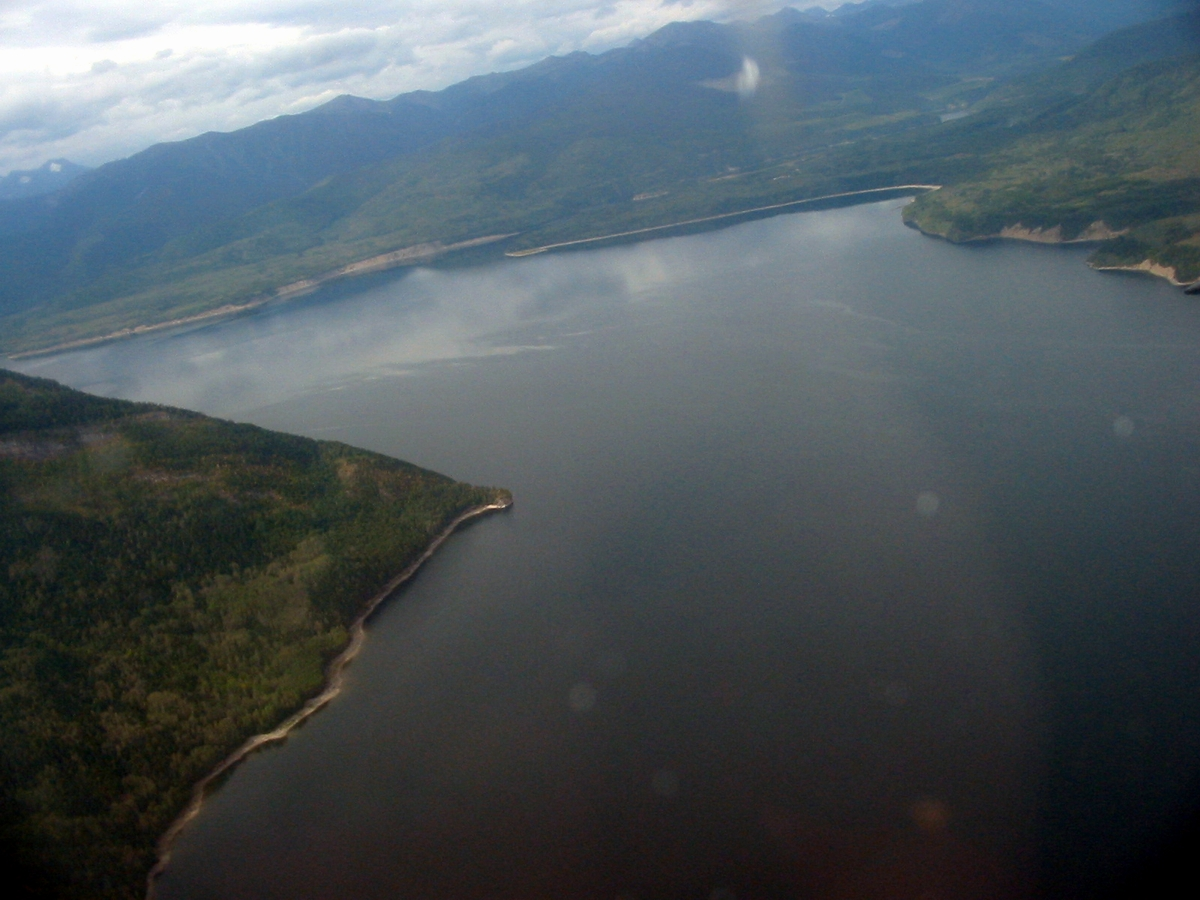
Lago Williston

I laghi del Canada con una superficie superiore ai 3 km² sono stimati in 31.190, mentre una stima precisa su quanti siano quelli più piccoli non esiste.

## Laghi per superficie
Questa lista riporta i laghi situati (almeno in parte) entro i confini del Canada e che hanno una superficie totale di almeno 1.000 km².
| Nome                       | Superficie (km²) |
| -------------------------- | ---------------- |
| Lago Superiore             | 82 100           |
| Lago Huron                 | 59 600           |
| Grande Lago degli Orsi     | 31 800           |
| Grande Lago degli Schiavi  | 28 930           |
| Lago Erie                  | 25 700           |
| Lago Winnipeg              | 24 387           |
| Lago Ontario               | 18 960           |
| Lago Athabasca             | 7 935            |
| Lago delle Renne           | 6 650            |
| Bacino Smallwood           | 6 527            |
| Lago Nettilling            | 5 542            |
| Lago Winnipegosis          | 5 374            |
| Lago Nipigon               | 4 848            |
| Lago Manitoba              | 4 624            |
| Lago dei Boschi            | 4 350            |
| Bacino di Caniapiscau      | 4 318            |
| Lago Dubawnt               | 3 833            |
| Lago Amadjuak              | 3 115            |
| Lago Melville              | 3 069            |
| Lago Wollaston             | 2 681            |
| Lago Mistassini            | 2 335            |
| Lago Nueltin               | 2 279            |
| Lago de l'Indien du Sud    | 2 247            |
| Lago Manicouagan           | 1 942            |
| Lago Baker                 | 1 887            |
| Lago la Martre             | 1 776            |
| Lago Williston             | 1 761            |
| Lago Seul                  | 1 657            |
| Bacino Gouin               | 1 570            |
| Lago Yathkyed              | 1 449            |
| Lago Claire                | 1 436            |
| Lago Cree                  | 1 434            |
| Lago la Rouge              | 1 413            |
| Lago à l'Eau-Claire        | 1 383            |
| Cedar Lake                 | 1 353            |
| Lago Kasba                 | 1 341            |
| Lago Bienville             | 1 249            |
| Lago de l'Île              | 1 223            |
| Piccolo Lago degli Schiavi | 1 168            |
| Lago des Dieux             | 1 151            |
| Lago Champlain             | 1 130            |
| Lago St. Clair             | 1 114            |
| Lago Aberdeen              | 1 100            |
| Lago du Bras-d'Or          | 1 099            |
| Lago Napaktulik            | 1 080            |
| Lago MacKay                | 1 061            |
| Lago Saint-Jean            | 1 003            |